# Legió I Minervia

Mapa de l'imperi romà l'any 125 dC, sota l'emperador Hadrià, que mostra la Legio I Minervia, ubicada al riu Rin a Bonna (Bonn, Alemanya), a província de Germania Inferior, entre el 82 dC fins al segle IV.

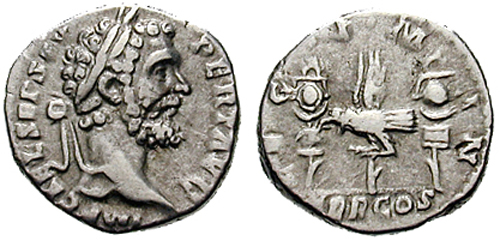
Denari de Septimi Sever de 193, que homenatja la I Minervia. Al revers es pot llegir LEG I MIN i hi ha l'àguila de la legió entre dos estendards.

La Legió I Minervia va ser una legió romana reclutada per l'emperador Domicià l'any 82, per a les campanyes contra els chatti segons l'historiador Cassi Dió. El seu cognomen fa referència a la deessa protectora de la legió, Minerva. Es conserven registres de la I Minervia fins a mitjan segle iv, sempre a la frontera del Rin. L'emblema de la legió era la figura de la deessa Minerva.
El primer i principal campament de la Legió I Minervia va ser la ciutat de Bonna (l'actual Bonn), a la província de la Germania Inferior. L'any 89 va aixafar la revolta del governador de la Germania Superior; a causa d'això Domicià li va concedir el nou cognomen de Pia Fidelis Domitiana.
Entre els anys 101 i 106 la legió va lluitar a les guerres dàcies de Trajà, sota el comandament d'Hadrià, el futur emperador. Cal remarcar que l'emblema d'aquesta legió apareix a la columna trajana de Roma. Després de la campanya la legió va retornar al seu campament de Bonna. Juntament amb la legió XXX Ulpia Victrix (aquarterada molt a prop, a Castra Vetera, l'actual Xanten), on es va ocupar de nombroses obres d'infraestructura, fins i tot en l'extracció de pedra de pedreres properes.
Es té informació de nombrosos destacaments (vexillationes) d'aquesta legió enviats a serveis de reforç a altres llocs de l'Imperi. Concretament:
- Entre els anys 162 i 166: es van enviar destacaments a les campanyes contra l'Imperi Part, sota el comandament de l'emperador Luci Ver.
- Entre els anys 166 i 175 i 178 - 180: van sortir destacaments per anar a les campanyes contra els marcomans, sota el comandament de l'emperador Marc Aureli.
- L'any 173: van participar en la campanya contra els caucs de la Gallia Belgica, sota el comandament del governador Didi Julià.
- Entre el 198 i el 211: es van portar destacaments a la guarnició de Lugdúnum (actual Lió).

Durant l'efímera existència de l'Imperi de les Gàl·lies (260-274) aquesta legió v a ser una de les seves forces. Cap al 353 els francs van destruir Bonna i des d'aquest moment no es tenen més notícies de la I Minervia, tot i que tampoc hi ha cap referència sobre la seva hipotètica destrucció o desmantellament.